# Blek fjärilsrök
Blek fjärilsrök (Hypecoum pendulum) är en vallmoväxtart som beskrevs av Carl von Linné. Enligt Catalogue of Life ingår Blek fjärilsrök i släktet fjärilsrökar och familjen vallmoväxter, men enligt Dyntaxa är tillhörigheten istället släktet fjärilsrökar och familjen vallmoväxter. Arten förekommer tillfälligt i Sverige, men reproducerar sig inte. Utöver nominatformen finns också underarten H. p. trilobum.

## Bildgalleri

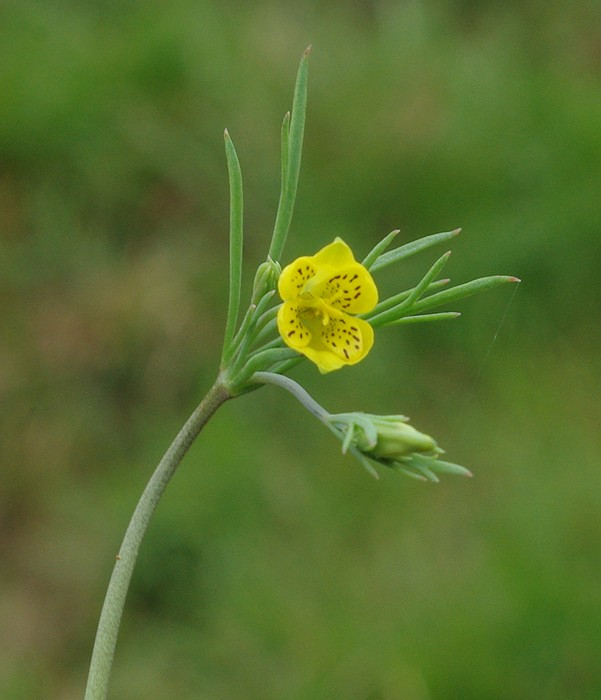